# Martinsheimermühle
Die Martinsheimermühle ist eine Einöde in der Gemarkung von Martinsheim im unterfränkischen Landkreis Kitzingen.

## Geografische Lage
Die Martinsheimermühle liegt relativ zentral im Martinsheimer Gemeindegebiet am Breitbachzufluss Märzbach. Weiter im Norden liegt die Enheimermühle in der Gemarkung des Martinsheimer Ortsteils Enheim. Im Osten verläuft in einiger Entfernung die Bundesautobahn 7 an der Mühle vorbei, weiter östlich beginnt die Gemeinde Seinsheim mit der Gemarkung von Wässerndorf. Im Süden erhebt sich Martinsheim selbst, während im Westen Enheim zu finden ist. 
Naturräumlich kann die Martinsheimermühle im sogenannten Ifftalbereich verortet werden, der Teil des Ochsenfurter und Gollachgaus ist. Der Märzbach, der im Oberlauf Steinbach heißt, konnte hier ein besonders tiefes Tal im Oberen Muschelkalk ausprägen. 

## Geschichte
Erstmals erwähnt wurde eine Mühle bei Martinsheim in einer Urkunde vom 1. April 1705. Der Ebracher Abt Paulus II. Baumann und sein Konvent beschrieben in dem Dokument eine „ebrachsche Mühlstatt“. Obwohl der Ort Martinsheim selbst im 18. Jahrhundert bereits lange lutherisch war, besaßen die katholischen Mönche den wichtigen Versorgungbau. Die Lage der damaligen Mühle ist unklar. Die Mühle war wohl an vier Einheimische verpachtet, die sich das Eigentum teilten. Es waren dies Hans Kleinschroth und seine Frau Maria, Hans Luckenbühl und Michael Wolf.
Friedrich Schröder, der wahrscheinlich aus Sickershausen stammte, setzte im Jahr 1720 einen Mühlenneubau durch. Die Mühle entstand an der heutigen Stelle und wurde von drei Quellen angetrieben (Märzbach, Kapellenbrunnen, „Tümpel beym Dorf“). Die ansbachische Landesregierung gewährte Schröder einen Zuschuss für die Errichtung. Der Erbauer selbst schraubte allerdings früh seine Einnahmeerwartungen zurück und so entstanden statt ursprünglich geplanten zwei Mahlgängen nur einer.
Die Mühle war im Jahr 1722 fertiggestellt. Bereits 1723 war der Ippesheimer Johann Georg Roth im Besitz der Mühle, 1728 kaufte Joachim Fuchs von der Wässerndorfer Winkelhofmühle die Anlage. Die Mühle konnte wohl wegen der Konkurrenz in der näheren Umgebung nur schwer eine Familie ernähren und wechselte deshalb häufig den Besitzer. Johann Konrad Müller hatte 1746 die Martinsheimermühle erworben, konnte die Mühle aber nicht bezahlen und floh. Seine Frau verkaufte die baufällige und stillgelegte Anlage schließlich weiter.
Neuer Besitzer wurde Christoph Helmreich aus Kleinlangheim. Die Martinsheimermühle wurde im Kaufvertrag als „geringe Mühle“ bezeichnet. Im Jahr 1759 hatte Hans Jörg Wirsching die Mühle inne und vererbte sie vor 1832 an seinen Sohn Johann Matthäus Würsching. Noch 1866 betrieb die Familie Würsching/Wirsching mit Martin Würsching die Mühle. 1890 gelangte Friedrich Singer aus Reusch in den Besitz der Mühlgebäude. Letzte überlieferte Besitzer sind Georg Adam Schmidt und Johann Georg Schmidt. Die Mühle wurde im 20. Jahrhundert stillgelegt.